# Angelo Scuri
Angelo Scuri (* 24. prosince 1959 Florencie, Itálie) je bývalý italský sportovní šermíř, který se specializoval na šerm fleretem.
Itálii reprezentoval v osmdesátých letech. Na olympijských hrách startoval v roce 1984 v soutěži družstev. V roce 1980 přišel o olympijské hry kvůli bojkotu některých italských složek vrcholového sportu. V roce 1981 obsadil třetí místo na mistrovství světa v soutěži jednotlivců a ve stejném roce obsadil druhé místo na mistrovství Evropy. S italským družstvem fleretistů vybojoval na olympijských hrách 1984 zlatou olympijskou medaili a s družstvem vybojoval dvakrát titul mistrů světa v letech 1985 a 1986.